# Ellwood City (Pennsylvania)
Ellwood City is een plaats (borough) in de Amerikaanse staat Pennsylvania.

## Demografie
Bij de volkstelling in 2000 werd het aantal inwoners vastgesteld op 8688.

## Geografie
Volgens het United States Census Bureau beslaat de plaats een oppervlakte van 6,2 km², waarvan 6,1 km² land en 0,1 km² water.

## Plaatsen in de nabije omgeving
De onderstaande figuur toont nabijgelegen plaatsen in een straal van 8 km rond Ellwood City.